# Emil Rosenow

Emil Rosenow

Emil Rosenow (* 9. März 1871 in Köln; † 7. Februar 1904 in Schöneberg b. Berlin) war ein deutscher Schriftsteller, Redakteur und Reichstagsabgeordneter.

## Leben
Rosenow war der Sohn des früh verstorbenen Schuhmachers Friedrich Rosenow aus Dallentin im Kreis Neustettin und Charlotte Rosenow, geborene Röhr. Sein Vater starb, als er 11 Jahre alt war, und mit 14 Jahren wurde er zum Vollwaisen. Er kam alleine, ohne seine Geschwister, zu seinem Vormund Gottlieb Gogarten. Seinen Lebensunterhalt verdiente er sich zunächst als Buchbinderlehrling, begann aber dann 1885 eine Lehre im Bankfach und trat in den Schaafhausenschen Bankverein ein.
Schon im Alter von fünfzehn Jahren gab Rosenow den Kölner Humoristen heraus, bei dem er den größten Teil selbst schrieb.
Während seiner Ausbildung zum Kaufmann fing er an sich intensiv mit den sozialen Verhältnissen seiner Zeit auseinanderzusetzen und diese kritisch zu beobachten. So kam es, dass er engen Kontakt zur Arbeiterbewegung bekam und 1888 in die SPD eintrat. Er arbeitete zunächst immer noch bei der Bank, aber seine bald leidenschaftlich betriebene Werbung für die Sozialdemokraten führte zu Konflikten und schließlich der Beendigung des Arbeitsverhältnisses am 31. Oktober 1891.

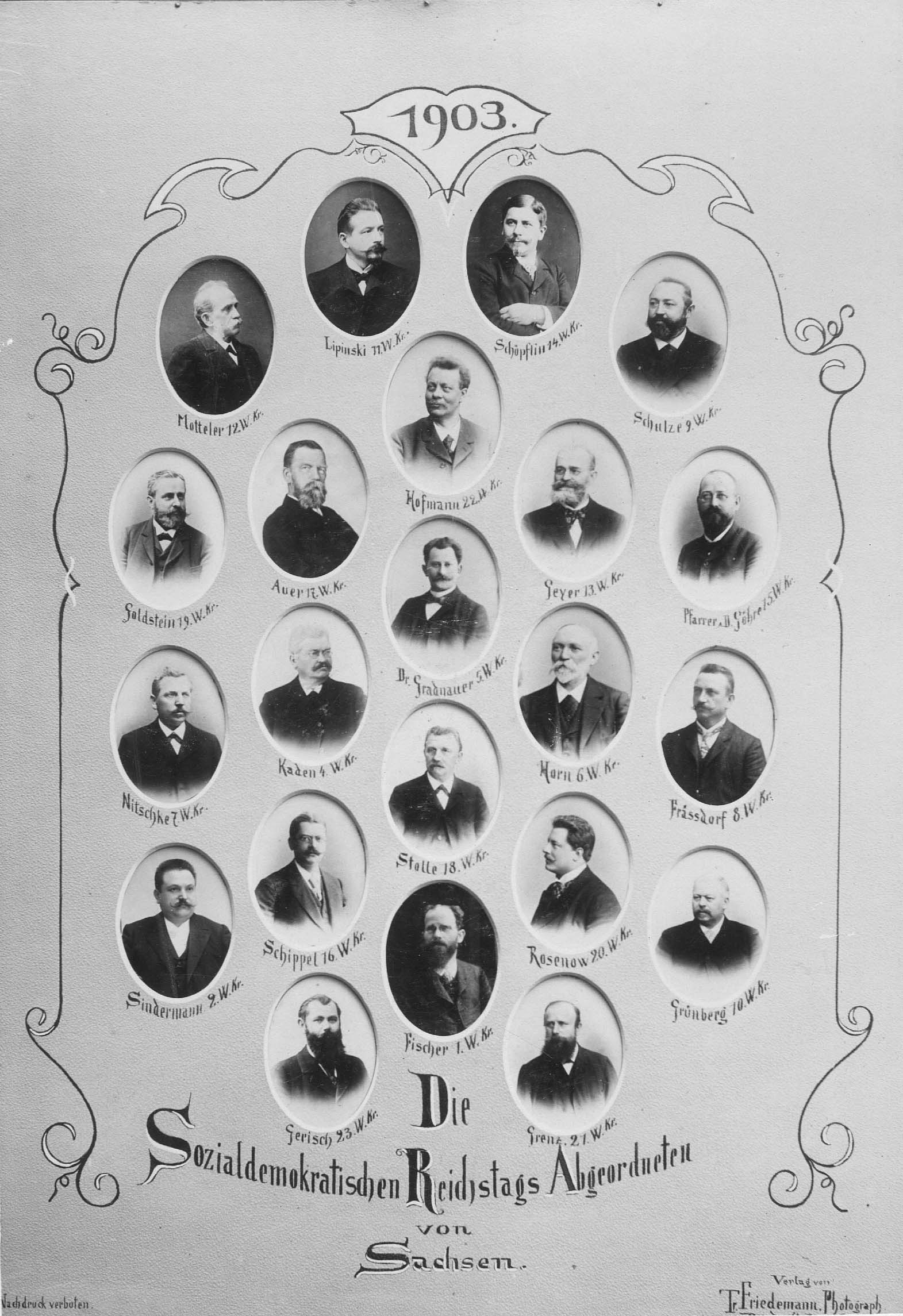
SPD Reichstagsabgeordnete aus Sachsen von 1903

In dieser Zeit begann Rosenow zu schreiben, für den Kölner Anzeiger und die Elberfelder Freie Presse schrieb er Gedichte, Erzählungen und Leitartikel.
1892 wurde Rosenow im Alter von 21 Jahren zum Chefredakteur der Arbeiterzeitung der SPD, dem Chemnitzer Beobachter. In jenen Jahren verfasste er außerdem eine bedeutsame sozialreformatorische Schrift zur Verbesserung der Lage der Chemnitzer Arbeiter und wirkte als Dozent für Geschichte im Arbeiterbildungsverein. Diese Tätigkeit führte er bis Herbst 1898 aus. Beim Chemnitzer Beobachter lernte er die Herausgebertochter Maria Anna Ludwig kennen, die er 1897 heiratete und mit ihr zwei Töchter, Annamaria und Marianne, hatte.
Zu jener Zeit schrieb er bereits Fortsetzungsromane, Erzählungen und den Roman Die Ungerechtigkeit des sozialen Lebens, doch diese kamen „über das Muster pathetisch mitleidheischender Elendsschilderungen und kolportagehafter Gut-und-Böse-Kontrastierungen kaum hinaus“.
In Chemnitz und Umgebung warb Rosenow beachtlich viel für die Sozialdemokraten und handelte sich damit einige Polizeistrafen, unter anderem Auftrittsverbote, ein. Er wurde schließlich für sechs Monate inhaftiert. Die Zeit während der Gefängnisaufenthalte nutze er zum Schreiben und es entstand unter anderem der Roman Die Lüge. Wegen dieser Aufenthalte verlor er seine Anstellung beim Chemnitzer Beobachter.
Er redigierte 1899 für ein halbes Jahr die Rheinisch-westfälische Arbeiterzeitung mit Sitz in Dortmund.

Für die Neue Welt, eine sozialdemokratische Zeitschrift, die bis 1891 herausgegeben wurde, schrieb Rosenow zwei Kalendergeschichten. Er schrieb ebenfalls für die sozialdemokratische Satirezeitschrift Der Wahre Jacob, welche vor allem von SPD-Mitgliedern gelesen wurde.
1899 wurde er als Abgeordneter der SPD in den Deutschen Reichstag gewählt, bis dahin war er der jüngste Kandidat dem dies gelang. Er zog daraufhin 1900 nach Berlin um und wurde 1903 wiedergewählt. Er wird als gefragter, eloquenter Parteiredner beschrieben.
In Berlin schrieb er 1902 die sächsische Dialektkomödie Kater Lampe, die 1936 von Veit Harlan verfilmt wurde. Das Stück wurde auf der Bühne des Neuen Sommertheaters in Breslau am 2. August 1902 uraufgeführt.
Im Alter von 33 Jahren starb Rosenow 1904 in Berlin an einem rheumatischen Leiden und wurde auf dem Schöneberger Gemeindefriedhof begraben.

## Nachlass
Rosenow hinterließ einige Entwürfe zu einem Stück namens Die Hoffnung des Vaganten. In diesem Stück geht es unter anderem auch um das Leben des sächsischen Robin Hood Karl Stülpner.

Im Deutschen Literaturarchiv Marbach befindet sich ein Teil des Nachlasses von Rosenow mit „Lyrik (Sammlung Gedichte), Dramatisches (Die im Schatten leben), Prosa (Roman Die Ungerechtigkeit des socialen Lebens), Briefen (u. a. von Otto Brahms, Alfred Halm, Carl Ludwig und Otto Neumann-Hofer) und Lebensdokumenten (Ausweisungsbescheide und Verlegerabrechnungen)“.

## Werke
- Daheim

Sein erstes Drama schrieb Rosenow 1894, den Einakter Daheim. „Rosenow hat sich aus künstlerischen Überzeugung an den Stilmitteln des Naturalismus, am frühen Gerhart Hauptmann, an Arno Holz und Johannes Schlaf orientiert“. Allerdings erzeugte er schon in Daheim ein deutlich angriffslustigeres Bild von sich, da er hierbei „die Unentrinnbarkeit des Prozesses sozialer Verelendung“ vermittelt.
- Der balzende Auerhahn

Der Vierakter beschreibt „den Ausbruch aus der festgefügten und festgefahrenen Lebenssituation einer Unternehmensgattin als Akt menschlicher Selbstbefreiung“. Doch auch hierbei erreicht Rosenow nicht die „notwendige künstlerische Dichte“.
- Die im Schatten leben

Das Drama ist 1899 entstanden und behandelt ein Bergwerksunglück, welches zu Konflikten führt, die schließlich die Beziehungen zwischen den Figuren zerrüttet.
Rosenow gelingt es hierbei mit ausgeprägtem Dialekt und für den Naturalismus typische „detailgetreue Einbeziehung einer ganzen Industrielandschaft“ ein sehr authentisches Stück zu erschaffen. Die einzelnen Sprechweisen sind „charakterisierend und differenzierend“, dadurch ermöglicht Rosenow dem Leser eine sofortige Einsicht in sein Weltbild. Zudem befinden sich die einzelnen Charaktere in einem realistischen und wirklichkeitsnahen, proletarischen Alltagsmilieu.
- Kater Lampe

Die Komödie entstand 1902 und ähnelt insofern dem Stück Die im Schatten leben, da hierbei ebenfalls die Dialekte und Beschreibungen sehr ausgeprägt sind. Rosenow verleiht jedem Charakter einen individuellen Sprachgestus, je nach sozialer Abstufung immer dialektbehafteter, dadurch „gelang es Rosenow seine Figuren sowohl mit einem hohen Maß an Vitalität und Lebensnähe als auch einer besonderen Art von Skurrilität auszustatten“.
Kater Lampe basiert auf Gerüchten, die Rosenow bei einem Aufenthalt im Erzgebirge zu Ohren kamen. Demnach soll es einige der beschriebenen Personen tatsächlich gegeben haben, Rosenow änderte allerdings ihre Namen. Das Stück war außerordentlich erfolgreich und wurde viermal verfilmt.
- Kapital

1898
- Die zehn roten Taler

1900 entstanden, Gegenstand der Handlung und das Umfeld der Figuren ähneln seinen anderen, vorherigen Werken, doch neu ist, dass Rosenow offen sozialdemokratische Motive einfließen lässt, was er zuvor meist vermied. Es werden sozialdemokratische Reden gehalten und sogar eine Wahlversammlung der SPD findet statt.
- Zwei Agitatoren

Dieses Werk entstand 1901 und auch hierbei wird das Arm-Reich-Gefälle thematisiert. Wie auch in Die zehn roten Taler behandelt das Stück sozialdemokratische Themen auf eine Weise, die für Kritiker eindeutig als Werbung für die SPD ausgelegt wurden.
- Eduard Vehses Illustrierte Geschichte des preußischen Hofes, des Adels und der Diplomatie vom großen Kurfürsten bis zum Tode Kaiser Wilhelms I.

Fortgesetzt von Vehse (1802–1870) redivivus (d. i. Emil Rosenow) (1903)
- Wider die Pfaffenherrschaft

Ein zweibändiges Werk über die Religionskämpfe des 16. und 17. Jahrhunderts, in welchem unter anderem die Hexenverfolgung thematisiert wird. Da er allerdings vor Beendigung des zweiten Bandes starb, vollendete Heinrich Ströbel die letzten Kapitel, wie viel dieser tatsächlich schrieb, ist unbekannt.
Rosenow beweist sich mit diesem Werk als fähiger Kunsthistoriker.
- Gesammelte Werke

1906
- Gesammelte Dramen

Mit einer biographischen Einleitung von Christian Gaehde (1912).

## Stil
Rosenow vermied es stets in seinen Werken explizit für die Sozialdemokraten zu werben. Eine Ausnahme bilden das Schauspiel Der balzende Auerhahn. eine Anlehnung an das ebenfalls naturalistische Werk Nora von Henrik Ibsen, Zwei Agitatoren und Die zehn roten Taler.
Rosenows Dramen behandeln immer wieder die „Lebenswelt der Armen und Deklassierten“ und deren Ausbeutung. Er fokussierte sich auf die Unglücke und Freuden der einzelnen Charaktere und weniger auf die vom Klassenkampf beeinflusste Gesellschaft im Ganzen. Auf seinen meist fiktiven Figuren lastet stets der „sie prägende Determinismus übermächtiger, drückender Verhältnisse und die oft verzweifelte Suche nach deren Überwindung“. In Kater Lampe. als auch in Die Hoffnung der Vagabunden orientierte sich Rosenow an real existierenden Personen, in ersterem veränderte er allerdings die Namen.

## Aufführungen
Sein erstes Drama Daheim wurde erst am 24. September 1921 uraufgeführt, nachdem es zu Lebzeiten Rosenows von der Freien Volksbühne abgelehnt worden war, die Uraufführung fand auf einer Solidaritätsveranstaltung der KPD für Sowjetrussland statt.
Das Drama Die im Schatten leben wurde 1912 erstmals aufgeführt, ebenfalls erst nach Rosenows Tod, da es zuvor verboten worden war. Dahingegen wurde die Komödie Kater Lampe ab 1903 schon erfolgreich an mehreren Orten in Deutschland aufgeführt. Allerdings verstarb Rosenow schon ein Jahr später, sodass er nicht viel mit dem Stück verdiente, dafür sicherte es seiner Witwe und deren zweiten Ehemann Hermann Essig ein Einkommen.

## Personen über Emil Rosenow
„Dabei gehörte Rosenow durchaus nicht zur Gelehrtenelite der deutschen Sozialdemokratie. Er ist bis heute vorwiegend als Dramatiker, vor allem durch das in der Tradition der Hauptmannschen Sozialkomödie stehende Stück Kater Lampe (Uraufführung Breslau 1902) bekannt.“

„Rosenow war ein Talent ersten Ranges.“

## Belege
1. 1 2 3 4 5 6 7  Emil Rosenow: Gesammelte Dramen von Emil Rosenow. Mit einer biographischen Einleitung von Christian Gaehde. S. 1–14.
2. 1 2 3 4  Wilfried Adling u. a.: Rosenow, Emil. In: Lexikon sozialistischer deutscher Literatur: von den Anfängen bis 1945. Monographisch-biographische Darstellungen.
3. 1 2 3 4 5 6 7 8 9 10 11 12 13  Ursula Münchow: Rosenow, Emil. In: Lexikon sozialistischer Literatur: ihre Geschichte in Deutschland bis 1945. S. 392–393.
4. 1 2  Matthias John: Zur Hexenverfolgung im Geschichtsbild der deutschen Sozialdemokratie vor 1914. Emil Rosenows Wider die Pfaffenherrschaft. Kulturbilder aus den Religionskämpfen des 16. und 17. Jahrhunderts. S. 298.
5. 1 2 3 4 5 6 7 8  Ursula Münchow: Rosenow, Emil. S. 392.
6. ↑  Matthias John: Zur Hexenverfolgung im Geschichtsbild der deutschen Sozialdemokratie vor 1914. Emil Rosenows Wider die Pfaffenherrschaft. Kulturbilder aus den Religionskämpfen des 16. und 17. Jahrhunderts. S. 301.
7. ↑  Matthias John: Zur Hexenverfolgung im Geschichtsbild der deutschen Sozialdemokratie vor 1914. Emil Rosenows Wider die Pfaffenherrschaft. Kulturbilder aus den Religionskämpfen des 16. und 17. Jahrhunderts.
8. ↑  Emil Rosenow: Gesammelte Dramen von Emil Rosenow. Mit einer biographischen Einleitung von Christian Gaehde., S. 13.

| Personendaten    | Personendaten                                                |
| ---------------- | ------------------------------------------------------------ |
| NAME             | Rosenow, Emil                                                |
| KURZBESCHREIBUNG | deutscher Schriftsteller, Redakteur und Politiker (SPD), MdR |
| GEBURTSDATUM     | 9. März 1871                                                 |
| GEBURTSORT       | Köln                                                         |
| STERBEDATUM      | 7. Februar 1904                                              |
| STERBEORT        | Schöneberg                                                   |